# Polsenz
Polsenz är ett vattendrag i Österrike.   Det ligger i förbundslandet Oberösterreich, i den norra delen av landet, 180 km väster om huvudstaden Wien.
Runt Polsenz är det i huvudsak tätbebyggt. Runt Polsenz är det tätbefolkat, med 286 invånare per kvadratkilometer.